# حي الجمرك
حي الجمرك هو أحد أحياء مدينة الإسكندرية في مصر، أُنشئ بقرار وزير الحكم المحلي رقم 767 لسنة 1982، بلغ عدد سكانه في 1 يوليو 2017 حوالي 157176 نسمة مُقسمين إلى 79561 من الذكور، و 77615 من الإناث، وينقسم إداريًا إلى أربعة أقسام تضم 30 شياخة هي قسم الجمرك، قسم المنشية، وقسم اللبان، وقسم ميناء الإسكندرية، يحده من الشمال البحر الأبيض المتوسط، ومن الشرق حي وسط، ومن الغرب ميناء الإسكندرية، ومن الجنوب حي غرب، ومن أهم المناطق السكنية بالحي بحري، المنشية، رأس التين، السيالة، واللبان.

## التقسيم الإداري
ينقسم حي الجمرك إداريًا إلى أربعة أقسام تضم 30 شياخة:

### قسم الجمرك
بلغ عدد سكانه حوالي 92549 نسمة، ويتكون من الشياخات التالية:
- شياخة أبو شوشة.
- شياخة البقطرية.
- شياخة الحجاري.
- شياخة السيالة 1.
- شياخة السيالة 2.
- شياخة الشمرلي.
- شياخة المزار.
- شياخة حارة مدورة.
- شياخة زاوية القبانية.
- شياخة زاوية خطاب.
- شياخة سوق السمك.
- شياخة صفر باشا.
- شياخة قبو الملاح.
- شياخة البركة.
- شياخة التمرازية.
- شياخة الحلوجي.
- شياخة الصيادين.
- شياخة المغوري.
- شياخة رأس التين.

### قسمالمنشية
بلغ عدد سكانه حوالي 23501 نسمة، ويتكون من الشياخات التالية:
- شياخة المنشية الكبرى.
- شياخة الهماميل.
- شياخة سوق البرسيم.
- شياخة سوق الترك.

### قسماللبان
بلغ عدد سكانه حوالي 41126 نسمة، ويتكون من الشياخات التالية:
- شياخة الورشة.
- شياخة الجنينة الصغرى.
- شياخة الجنينة الكبرى.
- شياخة التخشيبة.
- شياخة السكة الجديدة.
- شياخة الصابورة.
- شياخة النجع القديم.
- شياخة النجع الجديد.
- شياخة جنينة العيوني.
- شياخة الفراهدة.
- شياخة سوق الجمعة.
- شياخة مشمش البصل.

### قسمميناء الإسكندرية
يتكون من ستة مناطق.

## أهم المعالم
- ميناء الإسكندرية.
- قلعة قايتباي.[6]
- مسجد أبو العباس المرسي.
- حلقة السمك.
- قصر رأس التين
- مقابر الأنفوشي.[7]
- المدرسة الألمانية سان شارل بورومي بالإسكندرية.
- زنقة الستات.
- النادي البحري اليوناني بالإسكندرية.[8]
- سراي الحقانية.
- متحف الأحياء المائية.
- مسجد أبي الدرداء.
- وكالة مونفراتو.
- كاتدرائية سانت كاترين.
- الكاتدرائية المرقسية.
- مدرسة رأس التين الثانوية.
- قصر القطن.[9]
- بطريركية الإسكندرية للروم الأرثوذكس.

## معرض الصور

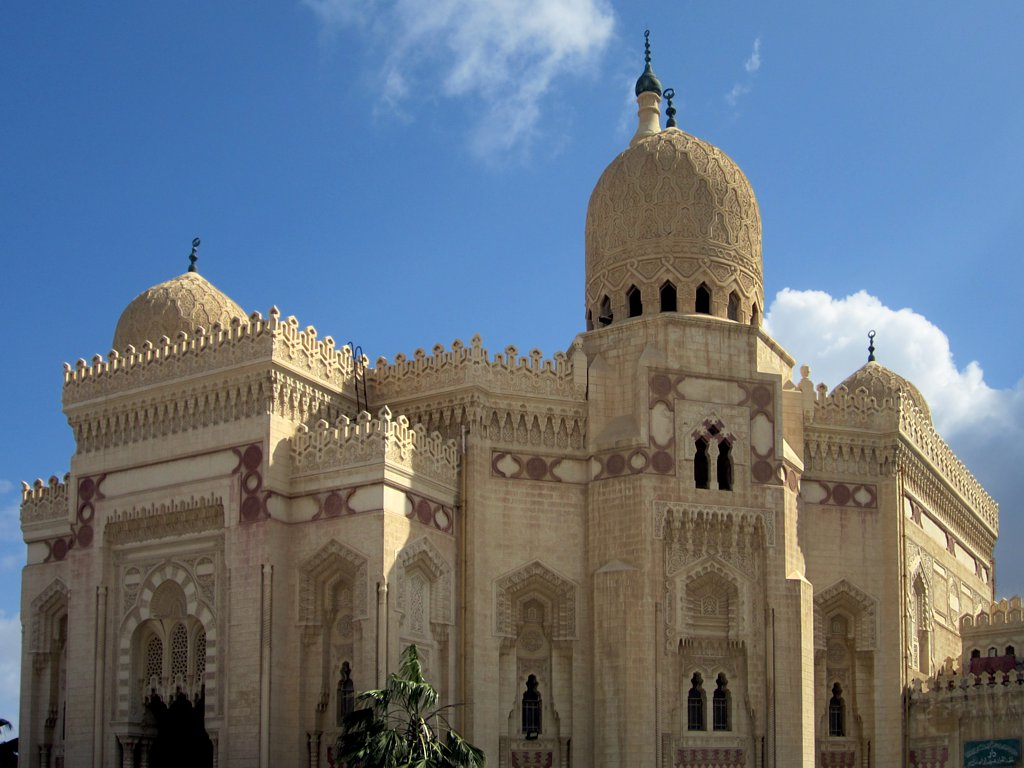
مسجد ابو العباس المرسي.
حلقة السمك في أواخر الشتاء.
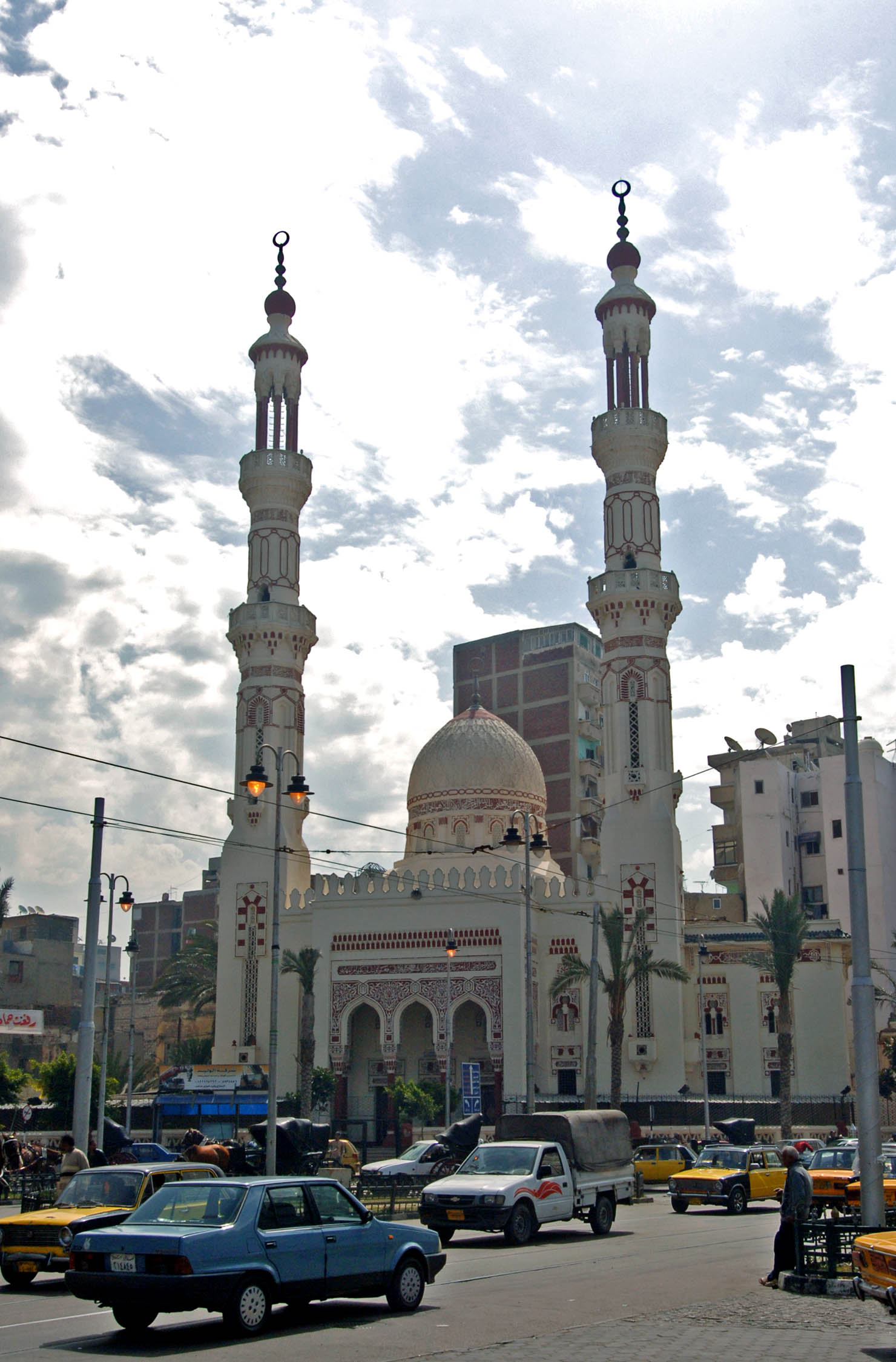
مسجد الفتح.
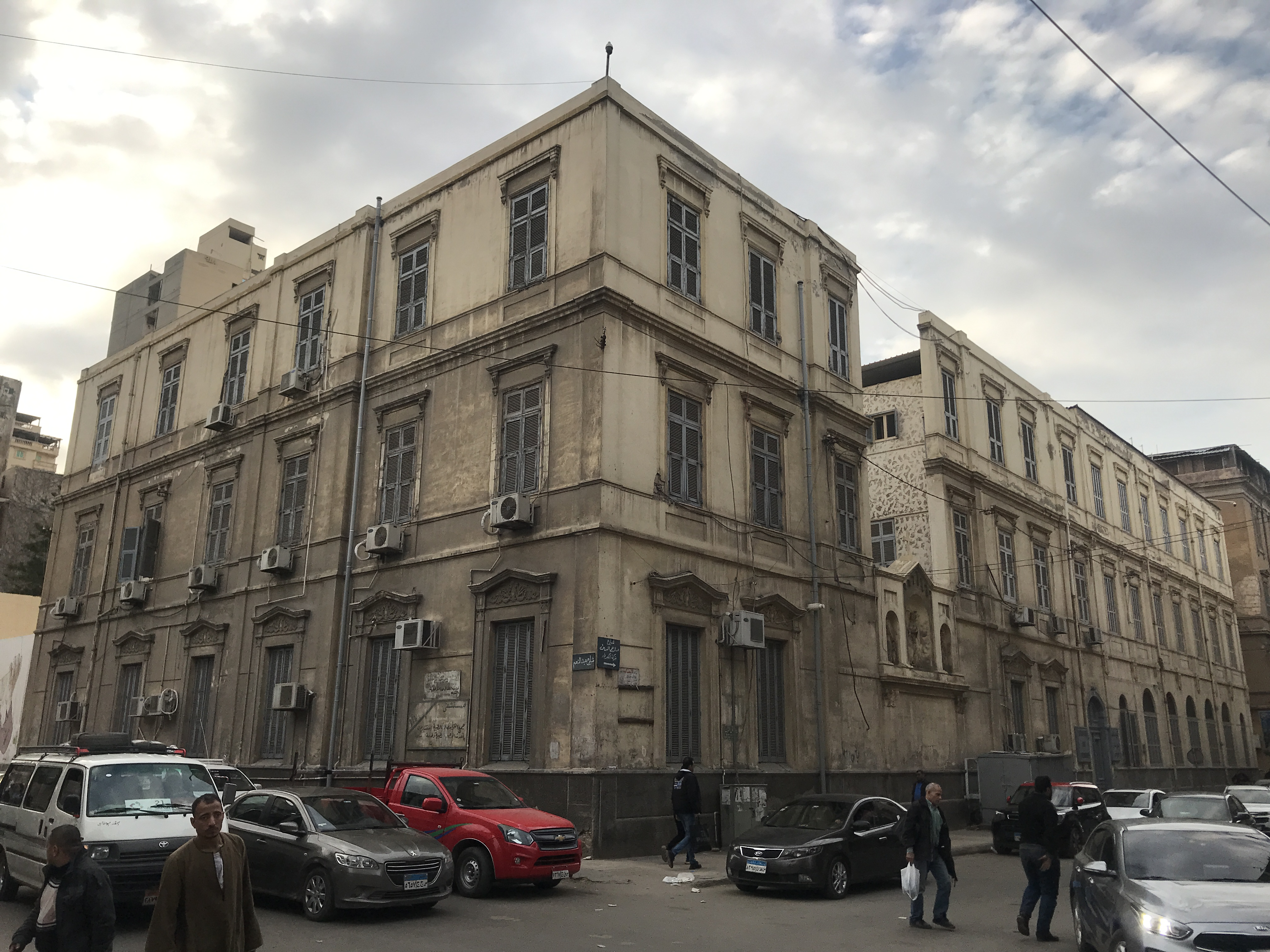
المدرسة الألمانية سان شارل بورومي بالإسكندرية.
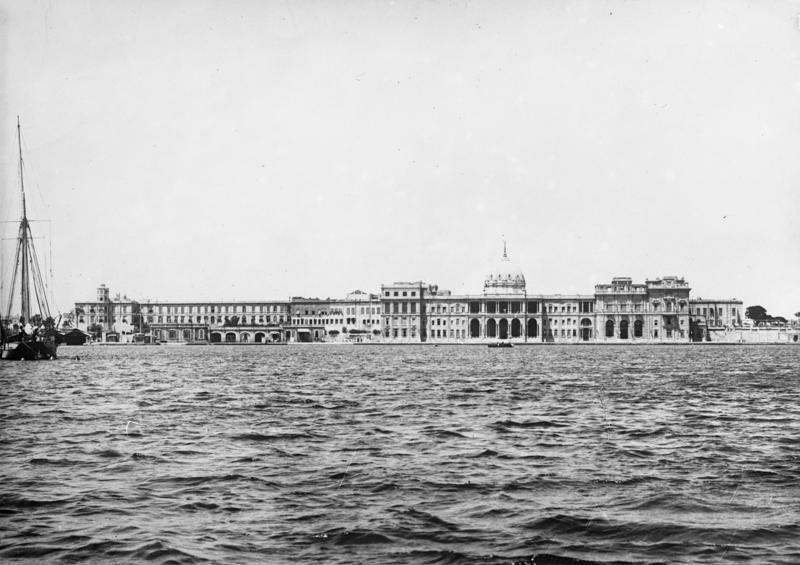
قصر رأس التين.
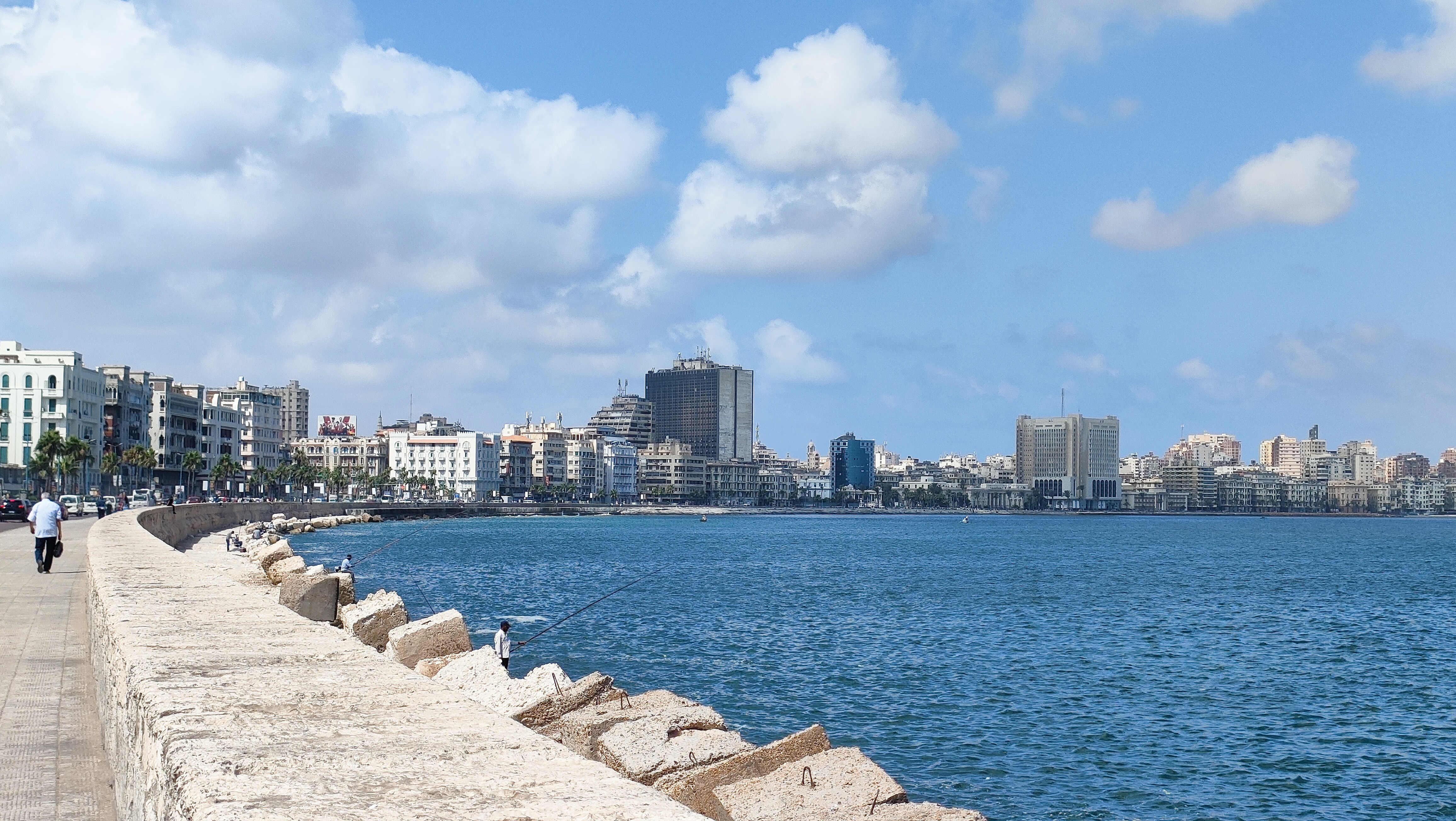
الميناء الشرقي.
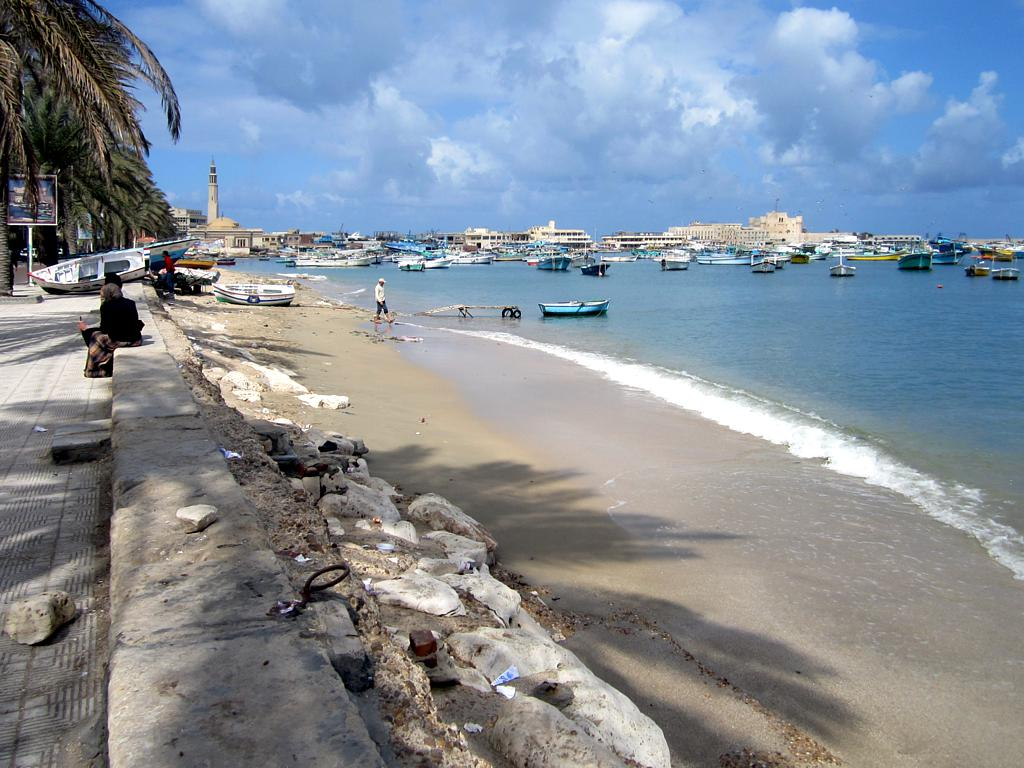
كورنيش بحري.
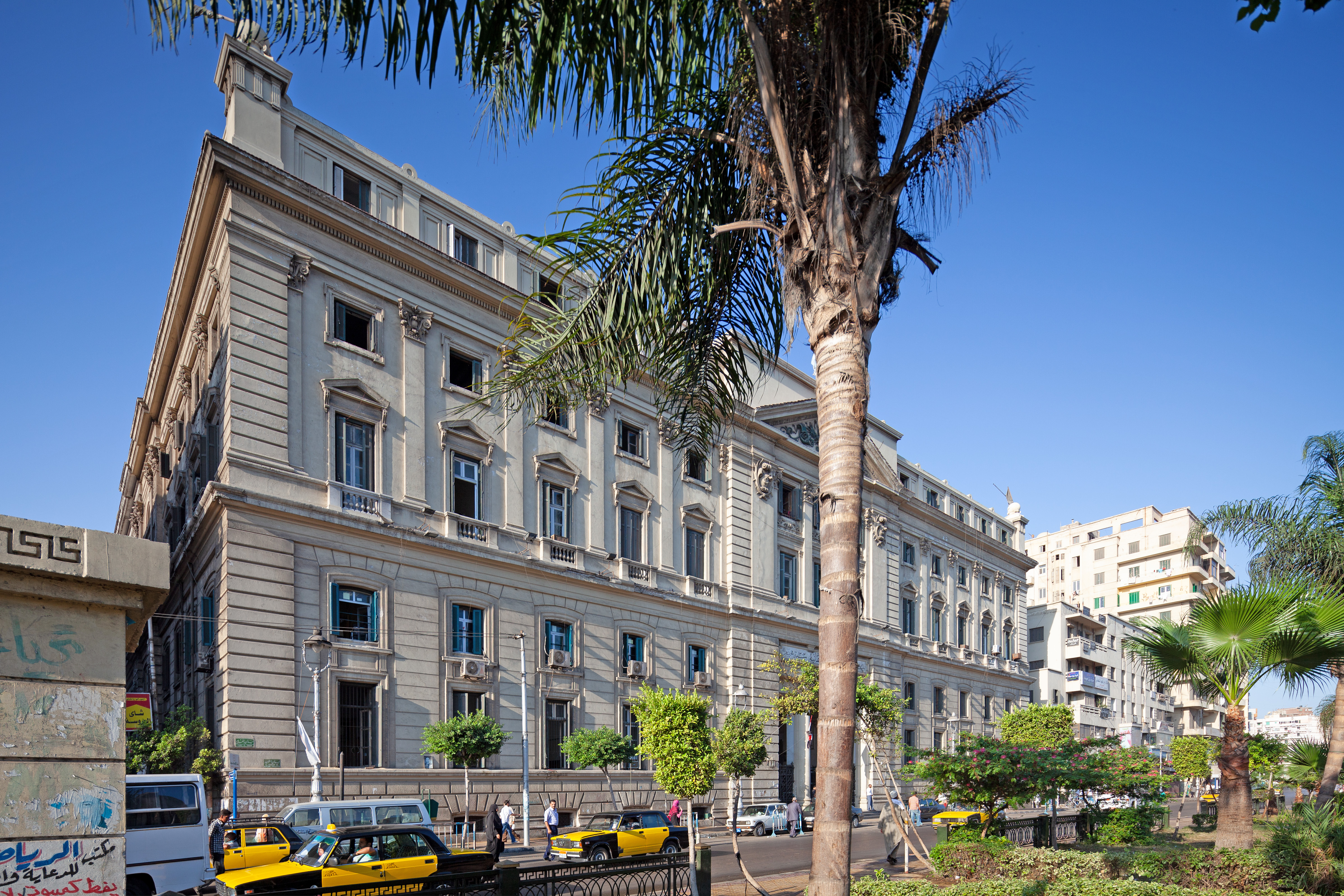
سراي الحقانية.
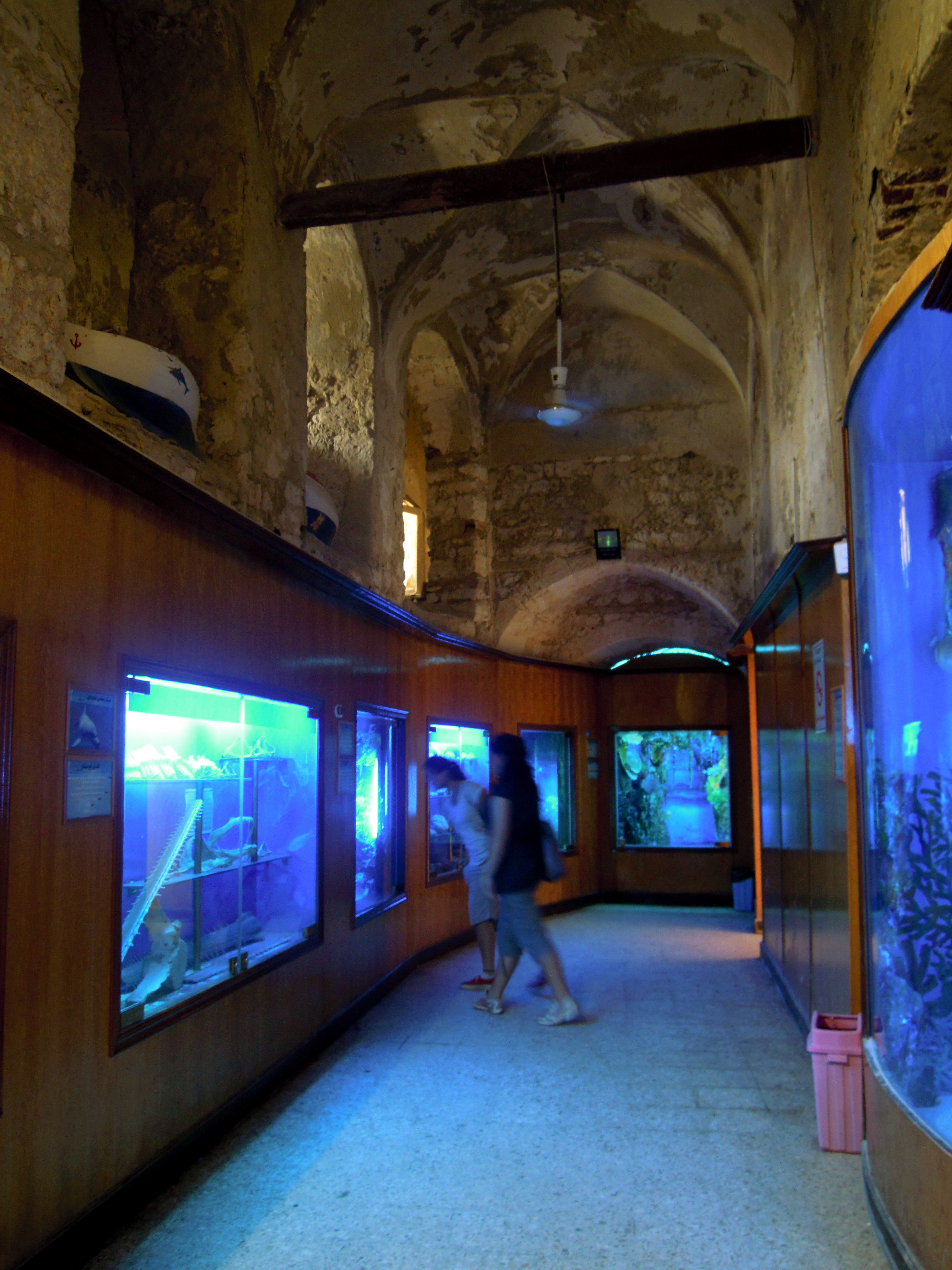
متحف الأحياء المائية..
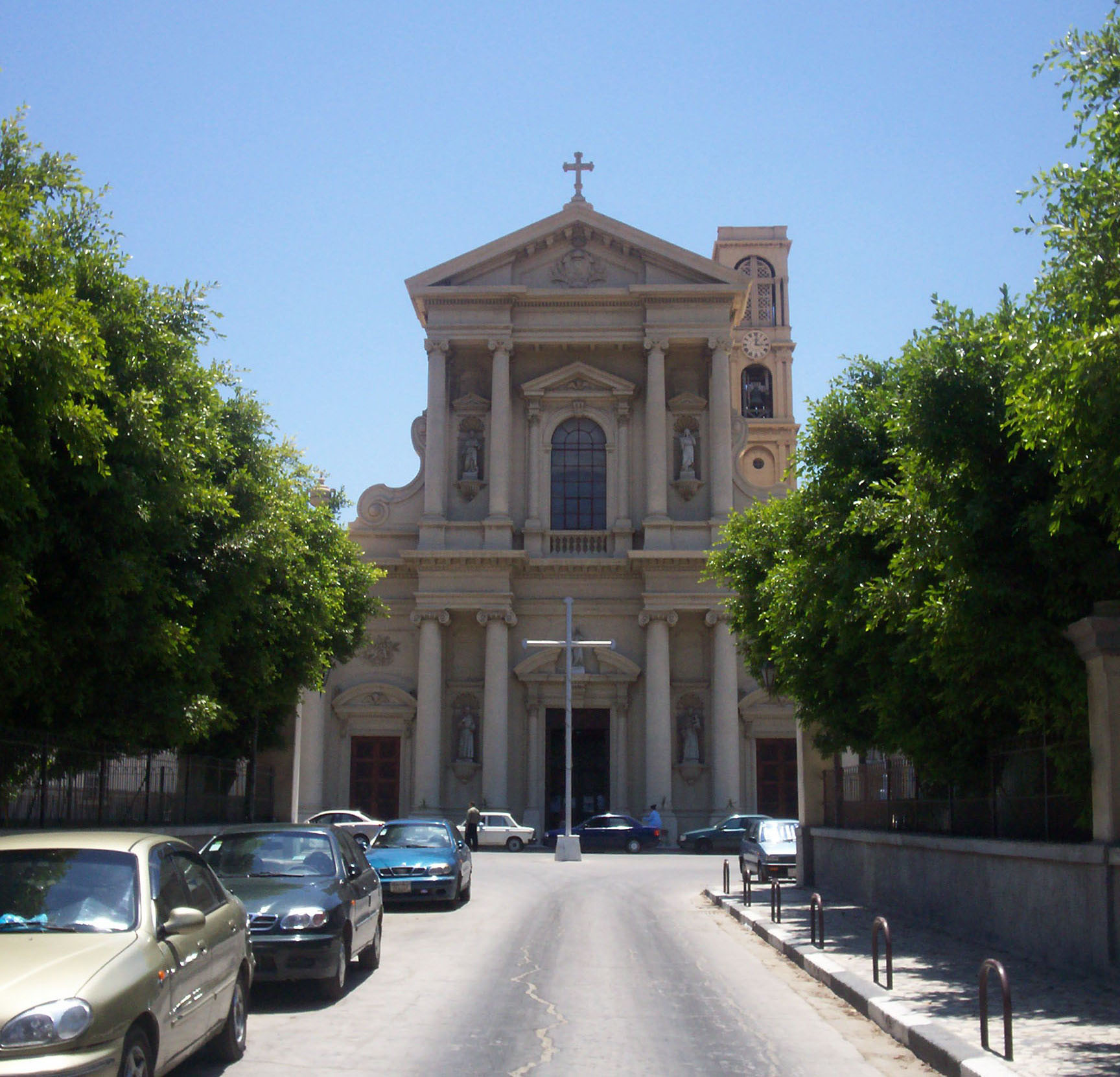
كاتدرائية سانت كاترين
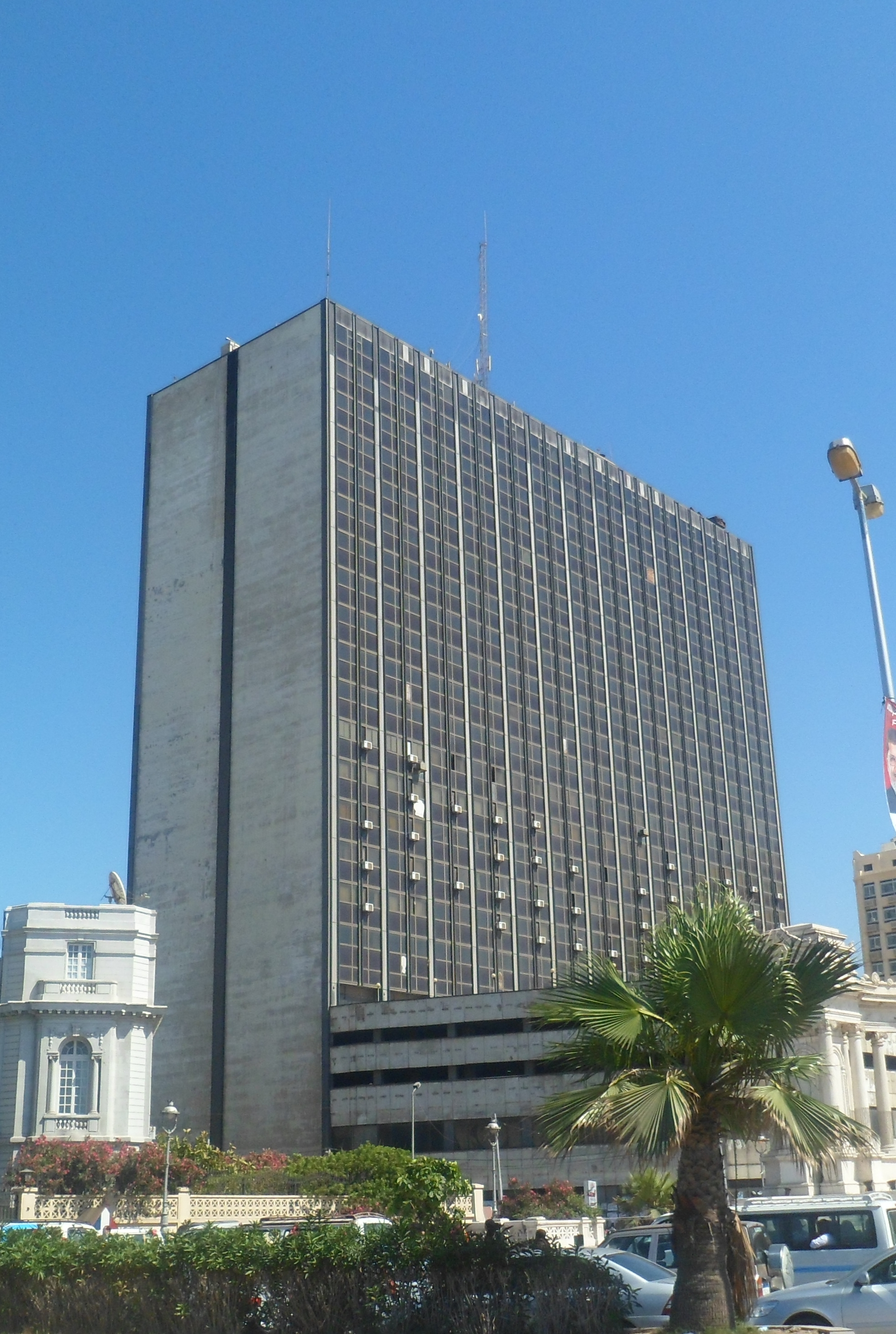
قصر القطن
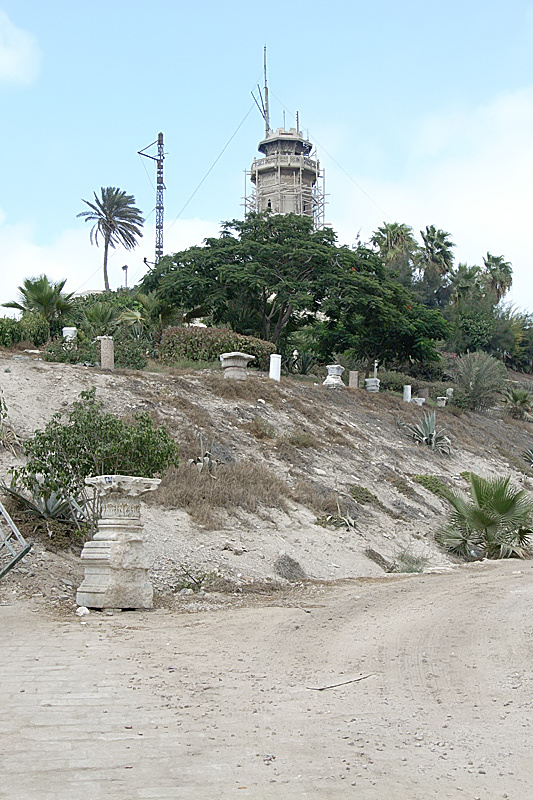
كوم الناضور

## وصلات خارجية
- الصفحة الرسمية لحي الجمرك على موقع فيس بوك